# لورن مورن (بازیکن فوتبال، زاده ۱۹۷۰)
لورن مورن (انگلیسی: Loren Morón؛ زادهٔ ۱۶ فوریهٔ ۱۹۷۰) بازیکن فوتبال اهل اسپانیا است.
از باشگاه‌هایی که در آن بازی کرده‌است می‌توان به باشگاه فوتبال رکریتیوو اوئلوا، باشگاه فوتبال رئال بتیس، و باشگاه فوتبال سویا اشاره کرد.